# Brooklands
Brooklands var en racerbana nära Weybridge i Surrey, England som var i aktivt bruk under åren 1907 till 1939. Brooklands var även använt som flygfält. Idag används banan mest vid veteranbilsträffar. Där finns även ett museum, Brooklands Museum, med en stor samling bilar och flygplan.

## Racerbana

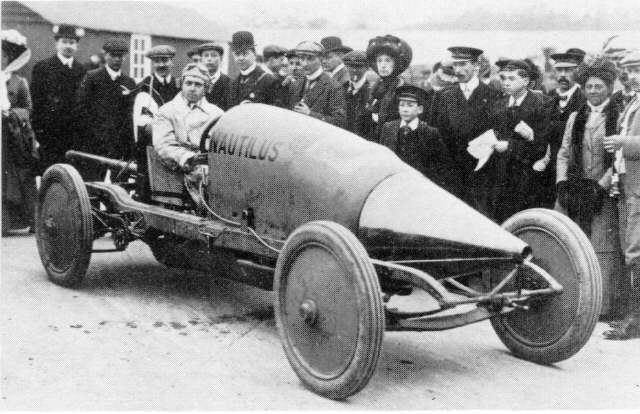
Sunbeam Nautilus på Brooklands 1910.

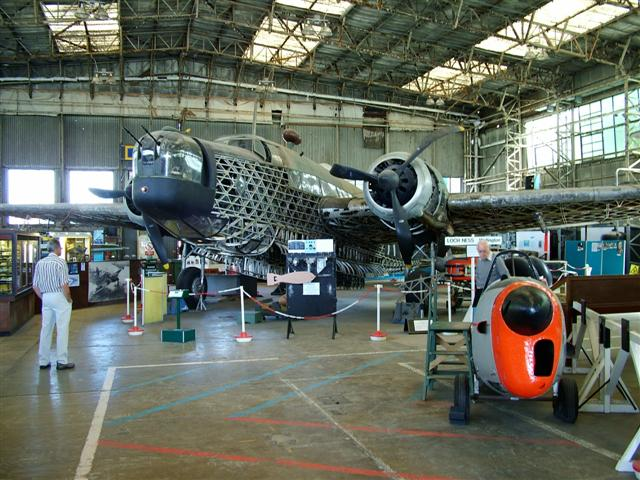
Vickers Wellington på Brooklands Museum.

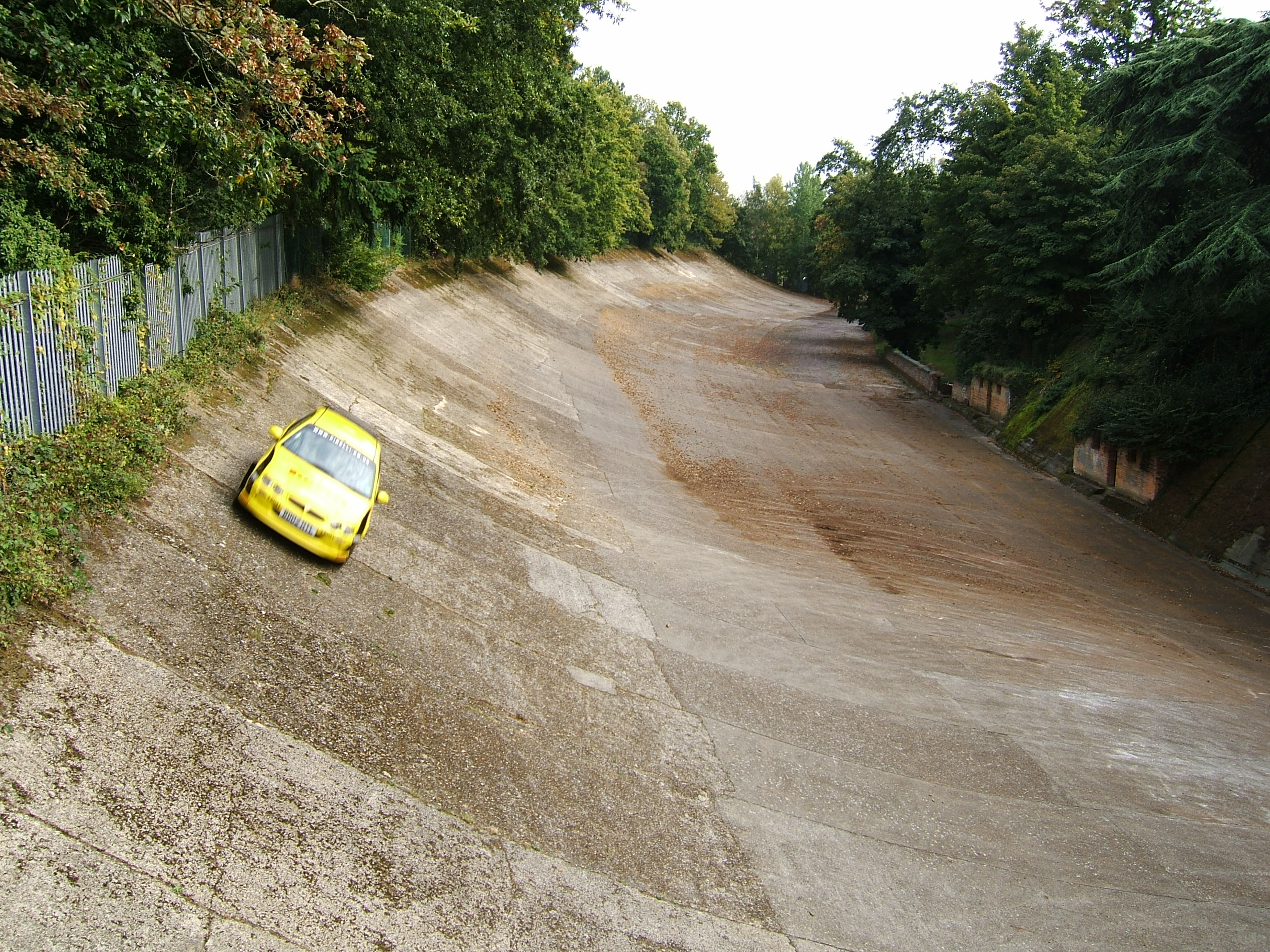
Brooklands 2007.

Brooklandsbanan invigdes den 17 juni 1907 och var den första banan byggd speciellt för racing. Den stod klar ett år före Indianapolis Motor Speedway. Banan var äggformad, med två bankade kurvor med 30º lutning och var byggd av obelagd betong. Här hölls tävlingar med både bil och motorcykel.
Det första Storbritanniens Grand Prix hölls på Brooklands 1926. Under trettiotalet hölls även cykeltävlingar på banan.
Tävlingarna på Brooklands avbröts vid andra världskrigets utbrott. Efter kriget bedömdes banan vara i alltför dåligt skick för att återuppta motortävlingar.

## Flygfält
Från 1908 användes banan även som flygfält och 1910 startades Storbritanniens första flygskola på Brooklands. 1912 startade Sopwith Aviation Company sin verksamhet på Brooklands och senare tillkom andra flygplanstillverkare, däribland Vickers. I slutet av första världskriget hade Brooklands växt till Storbritanniens största anläggning för produktion av stridsflygplan. Under mellankrigstiden var Brooklands ett betydande centrum för pilotutbildningar.
Under andra världskriget blev Brooklands åter en viktig produktionsanläggning för stridsflygplan och anläggningen kamouflerades noga. Efter kriget såldes banan till Vickers-Armstrongs för fortsatt produktion av flygplan. 1951 monterades en del av racerbanan ned för att förlänga landningsbanan.
1960 blev Vickers-Armstrongs en del av British Aircraft Corporation och fabriksanläggningarna byggdes ut. British Aerospace lade slutligen ned tillverkningen på Brooklands 1989, men BAE Systems har ännu kvar ett logistikcenter på platsen.

## Brooklands idag
1987 öppnade Brooklands Museum, som ställer ut bilar, flygplan och andra föremål som har anknytning till Brooklands historia.
The Brooklands Society har under många år kämpat för att bevara racerbanan och 2002 lyckades man få banan skyddad från vidare rivningar.
2004 såldes banan till DaimlerChrysler UK Retail. Daimler AG använder banan till förarutbildningar för kunder.